# Salvatore Pincherle

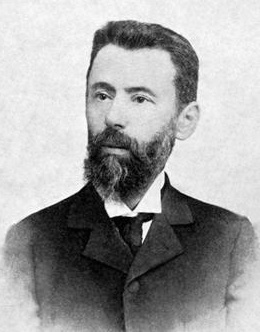
Salvatore Pincherle

Salvatore Pincherle (* 11. März 1853 in Triest; † 10. Juli 1936 in Bologna) war ein italienischer Mathematiker.

## Leben
Pincherle war der Sohn eines jüdischen Geschäftsmanns und verbrachte seine Kindheit in Marseille. Ab 1869 studierte er bei Enrico Betti und Ulisse Dini an der Universität Pisa. 1874 machte er seinen Abschluss und wurde Schullehrer in Pavia. Mit einem Stipendium studierte er 1877 weiter an der Universität Berlin bei Karl Weierstraß, der einen großen Einfluss auf ihn hatte und dessen Lehre er in Italien verbreitete (zuerst in einem Übersichtsartikel 1880 im Giornale di Matematiche, der in Italien einflussreich wurde). Von 1880 bis 1928 war er Professor an der Universität Bologna, nachdem er 1880 für wenige Monate Professor in Palermo war. 1922 gründete er in Bologna die Unione Matematica Italiana („Italienische Mathematische Union“), deren erster Präsident er bis 1936 war. 1928 war er Präsident des Dritten Internationalen Mathematikerkongresses in Bologna, wo er wesentlich daran beteiligt war, dass deutsche Mathematiker wieder zugelassen wurden. 1924 hielt er einen Plenarvortrag auf dem Internationalen Mathematikerkongress in Toronto (Sulle operazioni funzionali lineari).
Pincherle arbeitete über Funktionalgleichungen und Funktionaloperatoren und gilt mit Vito Volterra, mit dem er zusammenarbeitete, als einer der Gründer der Funktionalanalysis.
Er war u. a. Mitglied der Accademia dei Lincei, der Accademia Nazionale delle Scienze, der Bayerischen Akademie der Wissenschaften und Fellow der Royal Society of Edinburgh.

## Schriften
- mit Ugo Amaldi: Le Operazioni Distributive e loro Applicazioni all'Analisi, Bologna, Zanichelli, 1901
- Gli Elementi della teoria delle funzioni analitiche, Bologna, Zanichelli 1922
- Algebra complementare, 2 Bände, 4. Auflage 1923
- Funktionaloperatoren und – gleichungen, Enzyklopädie der Mathematischen Wissenschaften 1905